# Друга лінія (Метрополітен Тегу)
Друга лінія (Метрополітен Тегу) (кор. 대구 도시철도 2호선) — одна з ліній метрополітену в південнокорейському місті Тегу.

## Історія
Будівництво лінії розпочалося на 19 грудня 1996 року. Початкова ділянка з 26 станцій відкрилася 18 жовтня 2005 року, ще 3 станції були відкриті 19 вересня 2012.

## Лінія
Практично повністю підземна лінія проходить з заходу на схід через центр міста. Східна частина лінії виходить за адміністративні межі Тегу та обслуговує місто Кьонгсан в провінції Північний Кьонсан. Рухомий склад складається з 180 вагонів, лінію обслуговують 30 шестивагонних потягів що живляться від повітряної контактної мережі.

## Станції
На відміну від Першої лінії де практично всі станції мають берегові платформи, дві третини станцій другої лінії побудовані з острівною платформою. Спочатку станції не мали захисних дверей відділяючих платформу від потяга, але практично одразу після відкриття почалася поетапна реконструкція станцій. До травня 2017 року всі станції були обладнані скляними дверима, що зробило їх станціями закритого типу.
| Друга лінія |                                                |                  |                                          |                                   |             |                                   |                 |
| № станції   | Назва українською                              | Назва корейською | Назва англійською                        | Розташування                      | Пересадка   | Тип                               | Дата відкриття  |
| 216         | «Мун'янг»                                      | 문양             | «Munyang»                                | Округ Дальсон, Тегу               |             | Наземна з острівною платформою    | 18 жовтня 2005  |
| 217         | «Даса»                                         | 다사             | «Dasa»                                   | Округ Дальсон, Тегу               |             | Підземна з береговими платформами | 18 жовтня 2005  |
| 218         | «Десіль»                                       | 대실             | «Daesil»                                 | Округ Дальсон, Тегу               |             | Підземна з береговими платформами | 18 жовтня 2005  |
| 219         | «Кангчханг»                                    | 강창             | «Gangchang»                              | Район Дальсо, Тегу                |             | Підземна з береговими платформами | 18 жовтня 2005  |
| 220         | «Університет Кемьонг»                          | 계명대           | «Keimyung University»                    | Район Дальсо, Тегу                |             | Підземна з береговими платформами | 18 жовтня 2005  |
| 221         | «Індустріальний комплекс Сонгсо»               | 성서산업단지     | «Seongseo Industrial Complex»            | Район Дальсо, Тегу                |             | Підземна з острівною платформою   | 18 жовтня 2005  |
| 222         | «Ігок»                                         | 이곡             | «Igok»                                   | Район Дальсо, Тегу                |             | Підземна з острівною платформою   | 18 жовтня 2005  |
| 223         | «Йонгсан»                                      | 용산             | «Yongsan»                                | Район Дальсо, Тегу                |             | Підземна з острівною платформою   | 18 жовтня 2005  |
| 224         | «Чукчон»                                       | 죽전             | «Jukjeon»                                | Район Дальсо, Тегу                |             | Підземна з острівною платформою   | 18 жовтня 2005  |
| 225         | «Камсам»                                       | 감삼             | «Gamsam»                                 | Район Дальсо, Тегу                |             | Підземна з острівною платформою   | 18 жовтня 2005  |
| 226         | «Дурю»                                         | 두류             | «Duryu»                                  | Район Дальсо, Тегу                |             | Підземна з острівною платформою   | 18 жовтня 2005  |
| 227         | «Неданг»                                       | 내당             | «Naedang»                                | Район Со, Тегу                    |             | Підземна з острівною платформою   | 18 жовтня 2005  |
| 228         | «Бангоге»                                      | 반고개           | «Bangogae»                               | Район Дальсо, Тегу                |             | Підземна з острівною платформою   | 18 жовтня 2005  |
| 229         | «Сіннам»                                       | 신남             | «Sinnam»                                 | Район Чун, Тегу                   | Третя лінія | Підземна з острівною платформою   | 18 жовтня 2005  |
| 230         | «Банвольданг»                                  | 반월당           | «Banwoldang»                             | Район Чун, Тегу                   | Перша лінія | Підземна з острівною платформою   | 18 жовтня 2005  |
| 231         | «Національна університетська лікарня Кьонгбук» | 경대병원         | «Kyungpook National University Hospital» | Район Чун, Тегу                   |             | Підземна з острівною платформою   | 18 жовтня 2005  |
| 232         | «Банк Тегу»                                    | 대구은행         | «Daegu Bank»                             | Район Сусонг, Тегу                |             | Підземна з острівною платформою   | 18 жовтня 2005  |
| 233         | «Бомо»                                         | 범어             | «Beomeo»                                 | Район Сусонг, Тегу                |             | Підземна з острівною платформою   | 18 жовтня 2005  |
| 234         | «Адміністрація району Сусонг»                  | 수성구청         | «Suseong-gu Office»                      | Район Сусонг, Тегу                |             | Підземна з острівною платформою   | 18 жовтня 2005  |
| 235         | «Манчхон»                                      | 만촌             | «Manchon»                                | Район Сусонг, Тегу                |             | Підземна з острівною платформою   | 18 жовтня 2005  |
| 236         | «Дамті»                                        | 담티             | «Damti»                                  | Район Сусонг, Тегу                |             | Підземна з острівною платформою   | 18 жовтня 2005  |
| 237         | «Йонхо»                                        | 연호             | «Yeonho»                                 | Район Сусонг, Тегу                |             | Підземна з острівною платформою   | 18 жовтня 2005  |
| 238         | «Великий парк Тегу»                            | 대공원           | «Daegu Grand Park»                       | Район Сусонг, Тегу                |             | Підземна з береговими платформами | 18 жовтня 2005  |
| 239         | «Косан»                                        | 고산             | «Gosan»                                  | Район Сусонг, Тегу                |             | Підземна з береговими платформами | 18 жовтня 2005  |
| 240         | «Сінме»                                        | 신매             | «Sinmae»                                 | Район Сусонг, Тегу                |             | Підземна з береговими платформами | 18 жовтня 2005  |
| 241         | «Саволь»                                       | 사월             | «Sawol»                                  | Район Сусонг, Тегу                |             | Підземна з острівною платформою   | 18 жовтня 2005  |
| 242         | «Чонгпхьонг»                                   | 정평             | «Jeongpyeong»                            | Місто Кьонгсан, Північний Кьонсан |             | Підземна з береговими платформами | 19 вересня 2012 |
| 243         | «Імданг»                                       | 임당             | «Imdang»                                 | Місто Кьонгсан, Північний Кьонсан |             | Підземна з береговими платформами | 19 вересня 2012 |
| 244         | «Університет Йонгнам»                          | 영남대           | «Yeungnam University»                    | Місто Кьонгсан, Північний Кьонсан |             | Підземна з береговими платформами | 19 вересня 2012 |

## Галерея

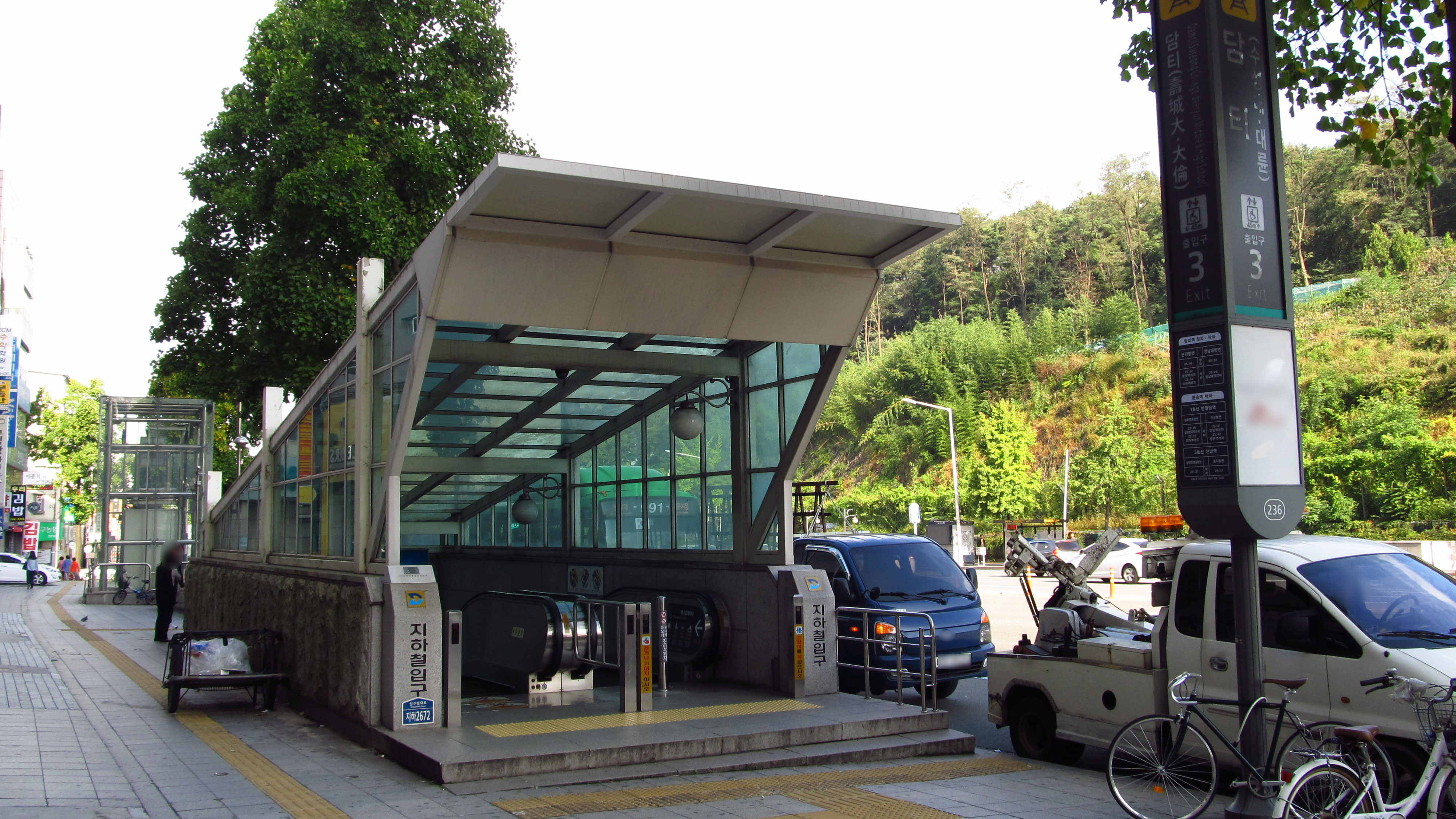
Вихід зі станції «Дамті»
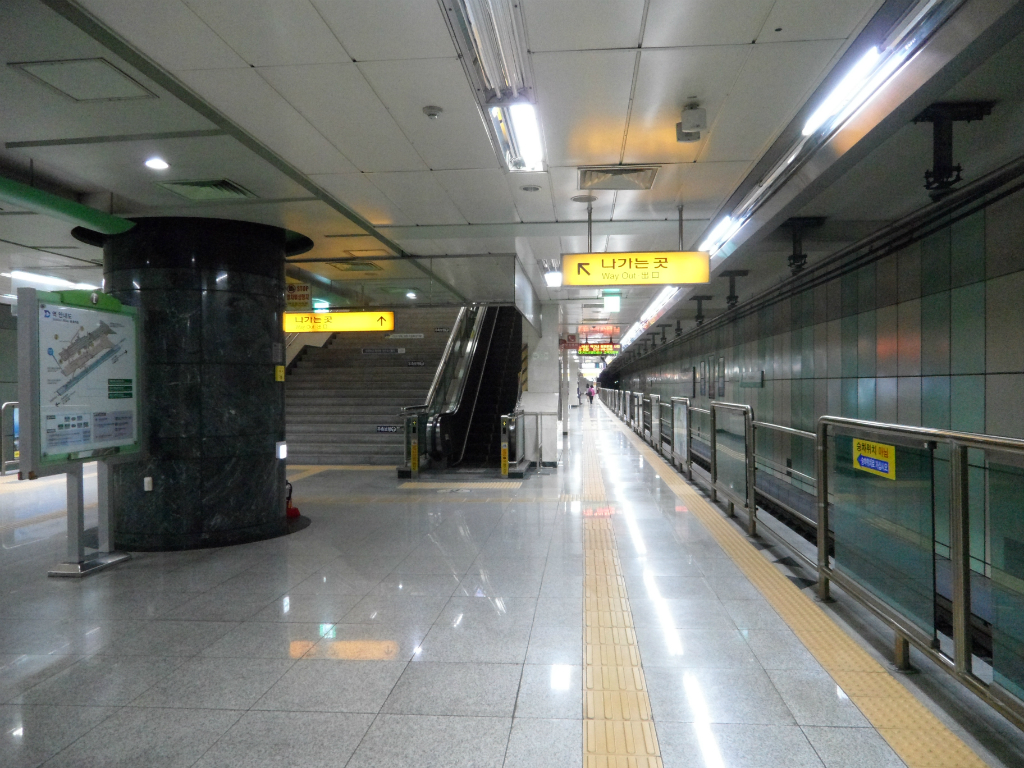
Платформа станції «Дурю» до встановлення станційних дверей
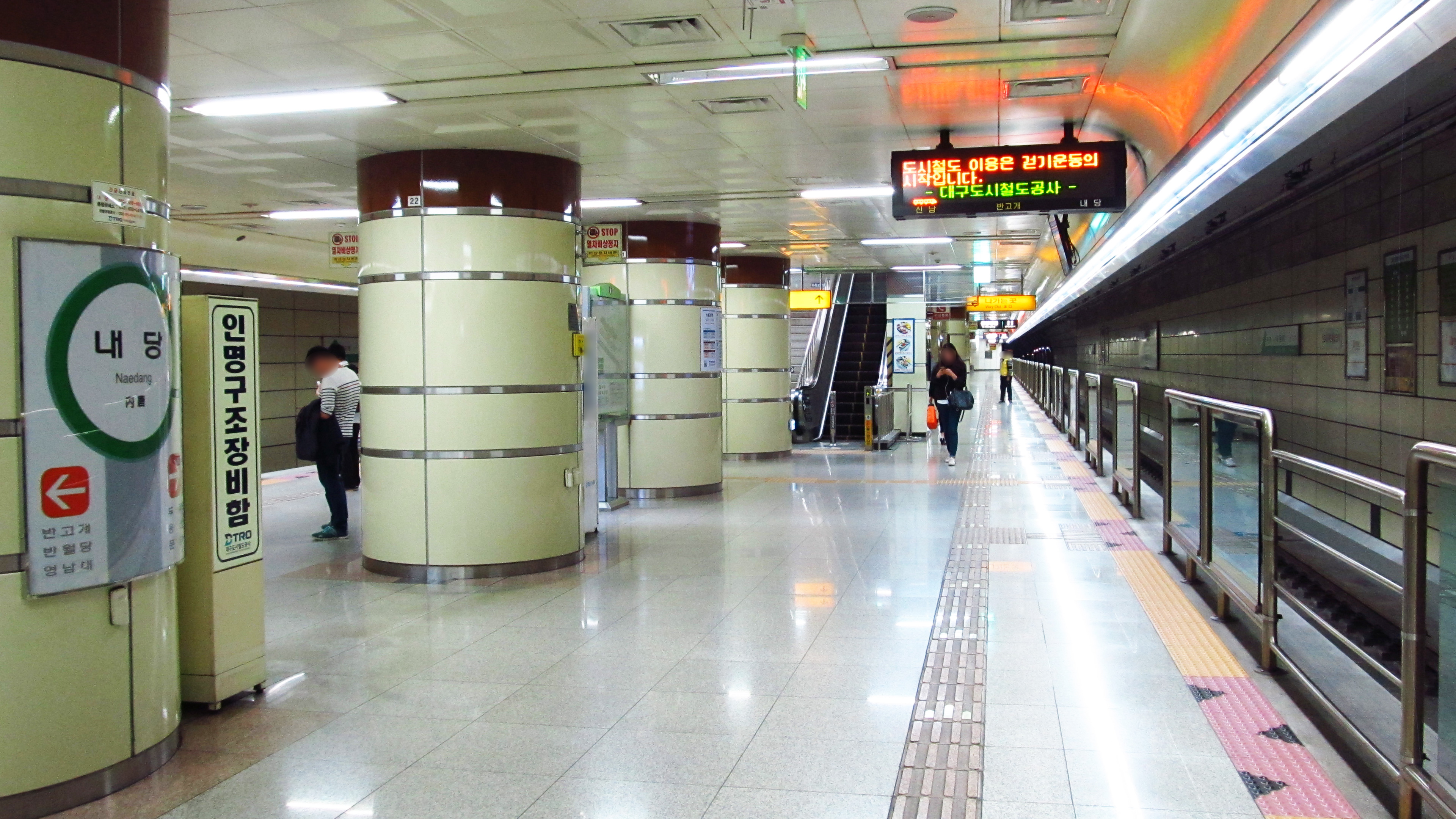
Платформа станції «Неданг» до встановлення станційних дверей
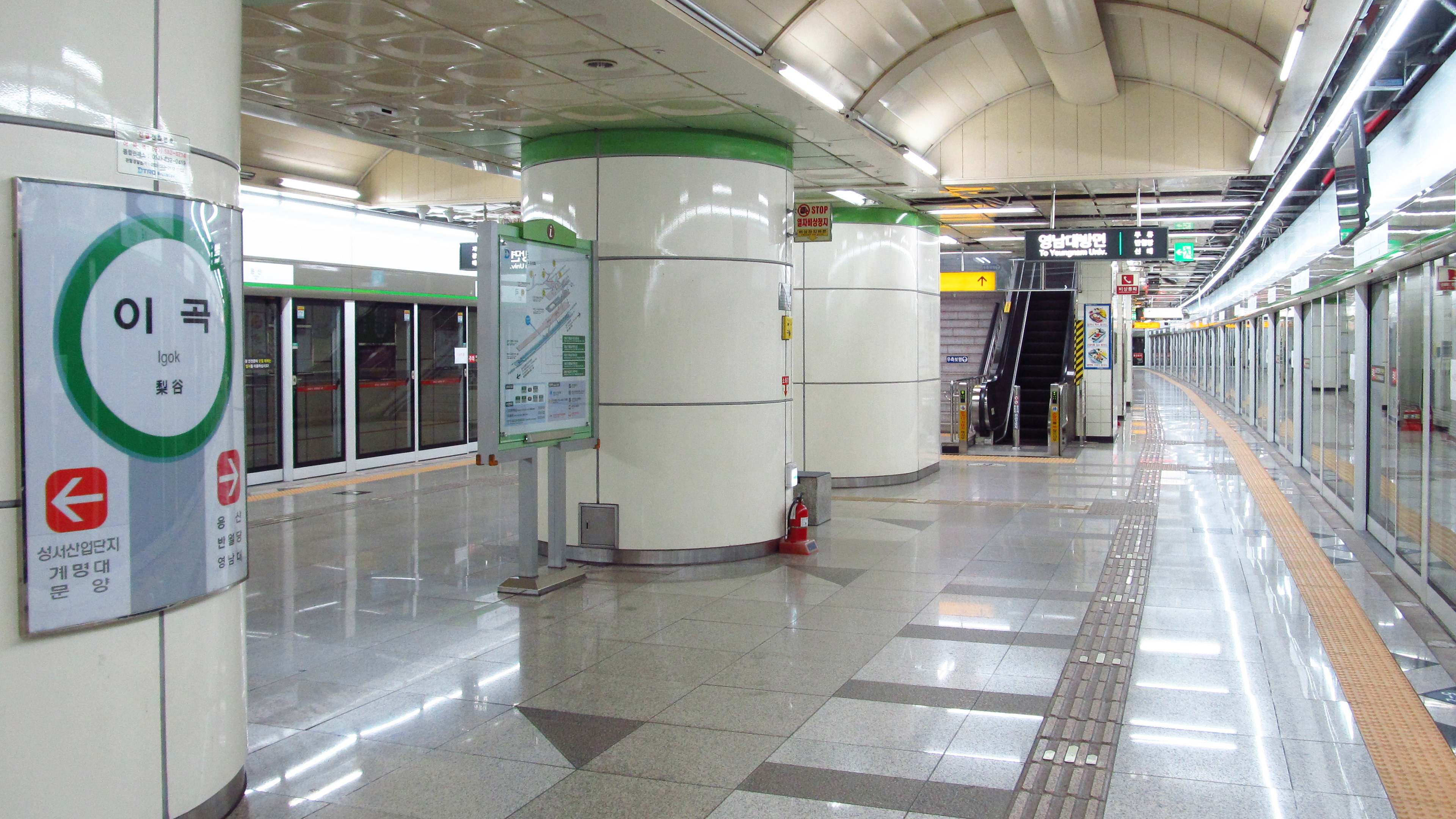
Платформа станції «Ігок» зі встановленими станційними дверима